# Lena Nilsson (friidrottare)
Lena Nilsson, född 28 januari 1980, är en svensk före detta friidrottare (medeldistanslöpare) som tävlade för klubben Täby IS.
År 2001 sprang Lena Nilsson 800 meter vid U23-EM i Amsterdam, Nederländerna men blev utslagen i försöken med 2:06,77.
Vid EM 2002 i München deltog Lena Nilsson på 1 500 meter men trots säsongsbästa slogs hon ut i försöken.

## Personliga rekord
| Utomhus - 400 meter – 53,52 (Stockholm 27 juli 2004) - 800 meter – 2:02,26 (Malmö 13 augusti 2002) - 800 meter – 2:02,27 (Malmö 13 augusti 2002) - 1 500 meter – 4:07,69 (Eugene, Oregon USA 24 maj 2003) - 3 000 meter – 9:37,28 (Westwood, Kalifornien USA 16 mars 2002) - 10 000 meter – 35:43,22 (Palo Alto, Kalifornien USA 25 mars 2000) | Inomhus - 800 meter – 2:05,13 (Fayetteville, Arkansas USA 15 mars 2003) - 1 500 meter – 4:30,53 (Malmö 27 februari 1999) - 1 engelsk mil – 4:38,88 (Fayetteville, Arkansas USA 9 mars 2002) - 3 000 meter – 9:30,73 (Fayetteville, Arkansas USA 15 mars 2003) |